# Vittangi (miejscowość)
Vittangi (fin. Vittanki) – tätort w północnej Szwecji, w Laponii, u ujścia rzeki Vittangi do Torne. Leży w gminie Kiruna, w regionie Norrbotten i liczy 789 mieszkańców (2005). Jest to najludniejsza miejscowość gminy.
Vittangi założono w 1670 roku. W latach 1836 do 1912 miejscowość była zarówno siedzibą gminy jak i parafii Vittangi. W 1912 roku siedzibę gminy przeniesiono do Kiruny. W 1959 roku na Torne wybudowano most.
Głównym zabytkiem wsi jest kościół z 1854 roku, założony przez Larsa Leviego Læstadiusa. Architektem kościoła był Theodor Edberg. Główny ołtarz dłuta Gerdy Höglund, przedstawiający Jezusa Błogosławiącego, został dodany w 1948 roku.
W centrum Vittang, tuż przy kościele znajduje się jezioro Julkathenjärvi, które stanowi obszar ochrony ptaków wodnych. Obie rzeki w Vittangach obfitują w ryby.